# Prix de peinture John Moores
 Le prix de peinture John Moores est un prix biennal décerné à la meilleure peinture contemporaine, la soumission est ouverte au public.  
Le prix porte le nom de Sir John Moores, philanthrope de renom, qui a créé le prix en 1957. L'œuvre lauréate et les pièces présélectionnées sont exposées à la Walker Art Gallery dans le cadre du festival biennal d'art visuel de Liverpool,. 

## Lauréats
- 1957 : Jack Smith - Creation and Crucifixion[3]
- 1959 : Patrick Heron - Black Painting - Red, Brown and Olive : July 1959[4]
- 1961 : Henry Mundy - Cluster[5]
- 1963 : Roger Hilton - March 1963[6]
- 1965 : Michael Tyzack -  Alesso 'B' [7]
- 1967 : David Hockney - Peter Getting Out of Nick's Pool[8]
- 1969 : 
  - Richard Hamilton pour Toaster[9]
  - Mary Martin pour Cross[10]
- 1972 : Euan Uglow - Nude, 12 vertical positions from the eye[11]
- 1974 : Myles Murphy - Figure with Yellow Foreground[12]
- 1976 : John Walker - Juggernaut with plume - for P Neruda[13]
- 1978 : Noel Forster - A painting in six stages with a silk triangle[14]
- 1980 : Michael Moon - Box-room[15]
- 1982 : John Hoyland - Broken Bride 13.6.82[1],[16]
- 1985 : Bruce McLean - Oriental Garden Kyoto[17]
- 1987 : Tim Head - Cow mutations[18]
- 1989 : Lisa Milroy - Handles[19]
- 1991 : Andrzej Jackowski - The Beekeeper's son[20]
- 1993 : Peter Doig - Blotter[21]
- 1995 : David Leapman - Double-Tongued Knowability[22]
- 1997 : Dan Hays - Harmony in Green[23]
- 1999 : Michael Raedecker - Mirage[24]
- 2002 : Peter Davies - Super Star Fucker - Andy Warhol Text Painting[25]
- 2004 : Alexis Harding - Slump/Fear (orange/black)[26]
- 2006 : Martin Greenland - Before Vermeer's Clouds[27]
- 2008 : Peter McDonald - Fontana[28]
- 2010 : Keith Coventry - Spectrum Jesus[29]
- 2012 : Sarah Pickstone - Stevie Smith and the Willow[30]
- 2014 : Rose Wylie - PV Windows and Floorboards[31]
- 2016 : Michael Simpson - Squint (19)[32]
- 2018 : Jacqui Hallum - King and Queen of Wands[33]